# Halichaetonotus bataceus
Halichaetonotus bataceus is een buikharige uit de familie Chaetonotidae. Het dier komt uit het geslacht Halichaetonotus. Halichaetonotus bataceus werd in 1992 voor het eerst wetenschappelijk beschreven door Evans. 